# Доктрина „Монро“
Доктрината „Монро“ е геополитическа концепция, направлявала външната политика на Съединените американски щати и определяла обсега на интересите им в Западното полукълбо през по-голямата част на 19 и началото на 20 век. 

## Същност
Принципите на доктрината са изработени от държавния секретар Джон Куинси Адамс и провъзгласени от президента Джеймс Монро в годишното му обръщение към Конгреса на 2 декември 1823 г.:
- недопускане на европейска колонизация в Северна и Южна Америка („американският континент не трябва да се разглежда в бъдеще като обект на колонизация“, всеки опит от европейска страна за налагане на нейната политическа система в западното полукълбо ще се смята за заплаха за „мира и безопасността“ на Съединените щати);
- ненамеса в делата на съществуващите европейски колонии и територии, зависими от Европа.[2][3]

Доктрината „Монро“ затвърждава изолационизма (избягване на политически съюзи и обвързване с други държави), който Съединените щати спазват спрямо Европа от възникването си като държава, но наред с това заявява намеренията им за търговска експанзия в Латинска Америка за заплаха за „мира и безопасността“ на Съединените щати. Доктрината издига парадигмата за надмощие на САЩ на американския континент (базирана идеологически на американската изключителност), на първо време с териториални претенции за Куба и Тексас.

## Контекст
Изявлението на Монро е предизвикано от двойна заплаха: претенциите на Русия към тихоокеанското крайбрежие на юг от Аляска до 51-вия северен паралел (заявени с указ на цар Александър I от 1821 г.) и намеренията на европейските велики сили от т. нар. „Свещен съюз“ да възстановят с военна сила испанското господство в Латинска Америка, която е в процес на извоюване на независимостта си. Великобритания, която също е против планираната интервенция в бившите испански колонии, предлага през 1823 г. на САЩ да издадат съвместно предупреждение към „Свещения съюз“ и същевременно да се откажат публично от всякакви собствени проекти по отношение на новите нации в Америка. Адамс отхвърля предложението, защото подозира в него опит на Лондон да отклони Съединените щати от намерението им да присъединят Куба, и убеждава президента да изяви самостоятелно позицията на Вашингтон. В обръщението си от 2 декември 1823 г. Мънро заявява: "Ние ще приемем всеки опит от страна на европейските сили да разширят своята [политическа] система, в която и да е част на това полукълбо, като заплаха за нашия мир и сигурност".
По отношение на Латинска Америка, гражданите на САЩ следят с голям интерес как се повтаря собствената им история с отхвърлянето на европейското господство - целият южен континент е разтърсван от революции и борби за независимост, от Аржентина и Чили на юг, до Мексико и Калифорния на север. Доктрината Мънро е форма на солидарност с тези движения. От своя страна, новите независими републики на Латинска Америка ще признават своята политическа свързаност със Съединените щати. В много отношения, тяхната политическа организация занапред ще следва северноамериканския модел. 
Същевременно, отказът на Монро от намеса в европейските дела е в отговор на призивите за подкрепа на гръцкото въстание против османското владичество, избухнало през 1821 г.